# Sadova (okręg Suczawa)
Sadova – wieś w Rumunii, w okręgu Suczawa, w gminie Sadova. W 2011 roku liczyła 2285 mieszkańców. 